# Lutah María Riggs

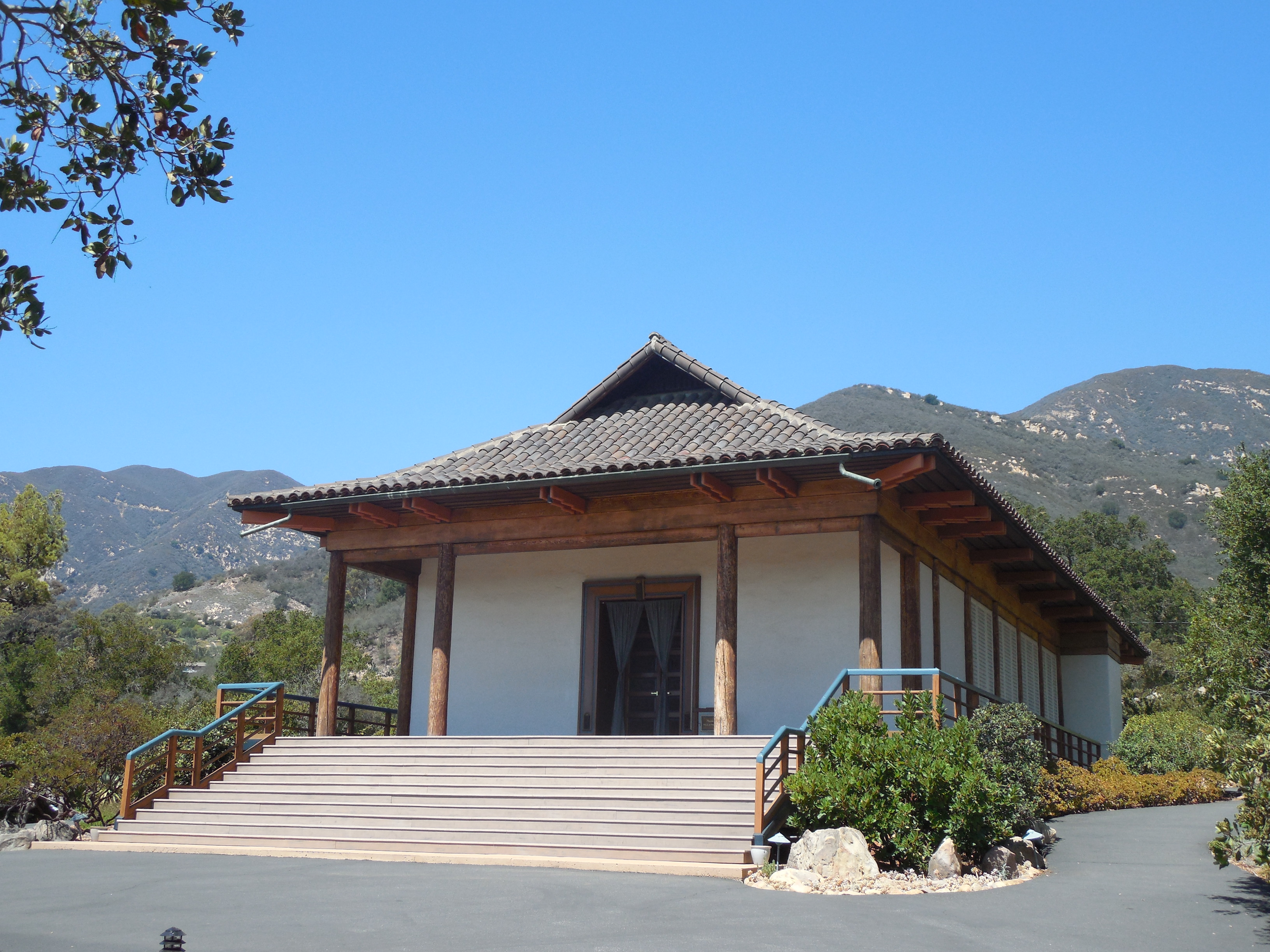
Templo Vedanta, 1956, Montecito, California, Estados Unidos

Lutah María Riggs (Toledo, Ohio, Estados Unidos, 31 de octubre de 1896 - Montecito, California, Estados Unidos, 8 de marzo de 1984) fue la primera arquitecta licenciada de la ciudad estadounidense de Santa Bárbara y la primera mujer en ser nombrada miembro del Instituto Americano de Arquitectos, de California.

## Primeros años
A temprana edad, luego del abandono de su padre (en 1898) y su posterior fallecimiento (en 1904), su madre buscó el apoyo en otros familiares para subsistir. En 1912 su madre contrajo matrimonio por segunda vez. Este hecho llevó a la familia a mudarse a Indianapolis y posteriormente en 1914, a Santa Bárbara.
En 1917, a sus 21 años, trabajó medio tiempo como bibliotecaria; este trabajo le otorgó la oportunidad de concursar para obtener una beca y así iniciar sus estudios en la Universidad de California en Berkeley. Su buen desempeño la llevó a obtener un reconocimiento que le permitió financiarse el resto de la carrera.

## Trayectoria
Finalizó sus estudios en 1919, ese mismo año empezó a trabajar como dibujante en Susanville, al norte de California con el arquitecto Ralph D. Taylor (s.f.). Junto a él diseñó la ampliación de un hospital, una cabaña de montaña, una librería pública y un banco, entre otros proyectos. Durante su estadía en Susanville, Riggs apreció la obra del arquitecto George Washington Smith (1876–1930) en la revista Architectural Record, uno de los principales exponentes del estilo Neocolonial en Santa Bárbara.
En 1921 Riggs se mudó nuevamente a Santa Bárbara para cuidar de su madre, por lo que decidió buscar la oportunidad de trabajar junto a Smith debido a la riqueza formal e histórica que había percibido en sus obras. Poco tiempo después de su primer encuentro (en el que Smith aún tenía sus reservas en relación con trabajar con una mujer), él decidió, contratarla como dibujante. Lutah M. Riggs se convirtió en jefa de diseño y en 1924 fue nombrada socia de la firma.
Colaboró junto a Smith en numerosos proyectos, entre los cuales cabe mencionar: “Teatro Lobero” (Santa Bárbara, 1922 – 1924), en el que se le atribuye el diseño de las columnas y capiteles exteriores, el complejo histórico “El Paseo” (Montecito, 1925) y la residencia Steedman (Montecito, 1925), también conocida como “Casa del Herrero”; en 1930 fue ampliada por Riggs de manera independiente, quien diseñó una biblioteca octogonal para la familia Steedman.
De esta forma consolidó su práctica profesional, obtuvo su licencia como arquitecta independiente en 1928 (convirtiéndose en la primera mujer en Santa Bárbara en obtenerla). En 1930 fue contratada por el inversionista Frank Vanderlip (1864–1937) para continuar la segunda fase de una urbanización en Palos Verdes, en la que diseñó un campo de golf, numerosas viviendas y una plaza. Este proyecto marcó el inicio de su práctica independiente.
Durante la década de 1930 diseñó uno de sus proyectos más representativos: la residencia del Barón Maximilian von Romberg en Montecito en 1938. En ese mismo período se unió al Instituto Americano de Arquitectos (AIA) en 1936. En 1939 realizó 18 diseños, incluyendo una pequeña cabaña colonial para Greta Garbo (1905–1990) en Los Ángeles, rodeada de jardines que pudieran dar a la actriz sueca la privacidad que siempre buscó.
A finales de la década de 1940, durante la postguerra, se mudó a Los Ángeles y trabajó diseñando escenografías para Metro-Goldwyn-Mayer, como la escenografía de la película El Retrato de Dorian Gray (1945).
En 1950 regresó a Santa Bárbara y continuó su producción independiente; durante esta segunda etapa predominaron en sus obras los espacios exteriores y despejados, pórticos, terrazas y jardines, utilizando el cristal como elemento integrador entre el juego interior y exterior. De este período se destacan proyectos como la casa de playa de Robert Gross (1949), la residencia de Alice Erving (Santa Bárbara, 1951), llamada por la revista Los Angeles Times la “tienda de cristal” (glass tent), la residencia Erdman (Santa Bárbara, 1959) y dos residencias para Wright Ludington, una en 1957 y la segunda en 1974. 
Durante este período Riggs diseñó otra de sus obras más significativas, el Templo Vendanta (Montecito, 1956), en el cual colaboró junto al arquitecto Frank Lloyd Wright (1867–1959) en el diseño de paisajístico de jardines.  

## Obras
- (1922 -1924) Teatro Lobero. Santa Bárbara, California, Estados Unidos.

- (1925) Complejo histórico “El Paseo”. Montecito, California, Estados Unidos.
- (1925) Residencia Steedman, también conocida como “Casa del Herrero”. Montecito, California, Estados Unidos.
- (1938) Residencia del Barón Maximilian von Romberg. Montecito, California, Estados Unidos. (considerada por algunos autores su obra maestra)
- (1905 -1990) Pequeña cabaña colonial para Greta Garbo. Los Ángeles, California, Estados Unidos.
- (1949) Casa de playa de Robert Gross. Santa Bárbara (California), Estados Unidos.[5]
- (1951) Residencia de Alice Erving. Santa Bárbara, California, Estados Unidos.
- (1959) Residencia Erdman. Santa Bárbara, California, Estados Unidos.
- (1957) Residencia para Wright Ludington.
- (1974) Residencia para Wright Ludington.
- (1956) Templo Vendanta. Montecito, California, Estados Unidos.

## Premios y reconocimientos
Fue nombrada como Miembro Honorario (“Fellow”) del Instituto Americano de Arquitectos (AIA) en 1960 (la primera arquitecta de California en obtener este título). 
Fue nombrada Mujer del año por la revista Los Angeles Times en 1967. 
En el año 2013 se fundó la sociedad "Lutah Maria Riggs", para conmemorar su obra. 